# Jürg Graf
Jürg Graf (né le 11 septembre 1983) est un coureur cycliste suisse, spécialiste du VTT et du cyclo-cross. 

## Biographie
En 2001, il décroche la médaille de bronze du cross-country aux championnats d'Europe de VTT juniors (moins de 19 ans) derrière Jukka Vastaranta	et Lars Petter Nordhaug. En 2007, il devient champion de Suisse de cross-country et se classe 22e des mondiaux de la spécialité.
En 2008, il se classe dixième de la manche de Madrid comptant pour la Coupe du monde de VTT. Il termine également troisième de son championnat national derrière Florian Vogel et Lukas Flückiger. En 2009, il est suspendu deux ans pour dopage.
À partir de 2014, il s'illustre dans les catégories d'âge « Masters » et devient plusieurs fois champion d'Europe de cyclo-cross.

## Palmarès en VTT

### Championnats du monde
- Leogang 2020
  - 8e du cross-country à assistance électrique[2]

### Championnats d'Europe
- Saint-Wendel 2001
  -  Médaillé de bronze du cross-country juniors

### Championnats de Suisse
- 2007
  -  Champion de Suisse de cross-country
- 2008
  - 3e du cross-country
- 2017
  -  Champion de Suisse de cross-country masters (30-34 ans)
- 2018
  -  Champion de Suisse de cross-country masters (35-39 ans)
- 2019
  -  Champion de Suisse de cross-country masters (35-39 ans)

## Palmarès en cyclo-cross
- 2013-2014
  -  Champion d'Europe de cyclo-cross masters (30-34 ans)
- 2014-2015
  -  Champion d'Europe de cyclo-cross masters (30-34 ans)
  -  Médaillé de bronze du championnat du monde de cyclo-cross masters (30-34 ans)
- 2015-2016
  -  Champion d'Europe de cyclo-cross masters (30-34 ans)
  -  Médaillé de bronze du championnat du monde de cyclo-cross masters (30-34 ans)
- 2016-2017
  -  Champion d'Europe de cyclo-cross masters (35-39 ans)